# پیشداد
پیشداد  (به اوستایی: ت.ت. 'پَرَداتَ') در اوستا به صورت پَرَداتَ به معنی کسی که در پیش قانون گذاشت و داد نمود و صفت برای هوشنگ آمده است و در تاریخ شفاهی ایرانی هوشنگ بنیانگذار سلسلهٔ پیشدادی ذکر شده است. کریستن سن در کتاب کیانیان یادآوری می‌کند که هوشنگ و برادرش ویگرد در روایت دینی عنوان خانوادگی پیشداد دارند که ترجمهٔ پَرَداته عنوان هوشنگ در یشت‌هاست. در روایت ملی هوشنگ بنیانگذار دودمان پیشدادی است که متضمن تمام پادشاهان تا زَوْ است. ابوریحان بیرونی در آثار الباقیه آورده اما القاب خاصه پیش از اسلام جز به ایرانیان بر کسی اطلاق نمی‌شد و بخش اول این القاب سه قسم می‌شود: پیشدادی و آنان کسانی بودند که همهٔ زمین را مالک شدند و شهرهایی به پا نمودند و معادن استخراج کردند و اصول صناعات را نیز به دست آوردند و در دورهٔ فرمانروائی خود در روی زمین عدل و داد نمودند و آنچنانکه خدای تعالی سزاوار عبادت بود او را پرستیدند.